# Kloster Svaté Pole
Das Kloster Svaté Pole (deutsch Kloster Heiligenfeld; lateinisch Monasterium Sacer Campus) war ein ehemaliges Zisterzienserkloster in Klášter nad Dědinou in Ostböhmen. Es lag im Tal der Dědina und gehörte zum altböhmischen  Königgrätzer Kreis. Das Dorf Klášter nad Dědinou gehört heute zur Gemeinde Ledce im Okres Hradec Králové in Tschechien.

## Geschichte
Die Geschichte des Klosters liegt im Dunkeln. Als Gründungsjahr werden 1149 und 1157 angegeben, andere vermuten, dass im 12. Jahrhundert hier ein Priorat bestand. Urkundlich belegt ist das Kloster erst in einer Niederschrift der Sitzung des Generalkapitels im Jahr 1272, nach der die Äbte von Kloster Morimond und Kloster Žďár den Konvent einführen sollten. Es ist auch unklar, ob das Kloster eine Tochtergründung von Kloster Nepomuk (so Janauschek, van der Meer, A. Schneider, Becking) oder von Kloster Hradiště (so F. Winter, Sedláček, Novotný, Kuthan) war. Jedenfalls ist für das Jahr 1292 ein Abt belegt. Die Abtei hatte einen verhältnismäßig kleinen Besitz. Nach einer Aufzeichnung aus dem Jahr 1376 war um diese Zeit die Klosterkirche im Bau oder jedenfalls geplant. Ende 1420 wurde das Kloster von den Hussiten erobert und geplündert. In der Folgezeit wird der Konvent nicht mehr erwähnt. Der Grundbesitz wurde verpfändet und ging Ende des 16. Jahrhunderts an die Herren von Trčka von Lípa auf Opočno über.
Reste der Klosterkirche sollen gegen 1740 abgetragen worden sein. Überreste mittelalterlicher Gebäude finden sich heute nicht mehr.